# Shadow Detective
Shadow Detective (koreanischer Originaltitel: 형사록 Hyeong-sa-rok) ist eine südkoreanische Serie, die von Studio Dragon, Slingshot Studio und Jumbo-Film für die Walt Disney Company umgesetzt wurde. In Südkorea fand die Premiere der Serie am 26. Oktober 2022 als Original durch Disney+ via Star statt. Im deutschsprachigen Raum erfolgte die Erstveröffentlichung der Serie am selben Tag durch Disney+ via Star.
Die Serie umfasst insgesamt 16 Episoden, die in zwei Staffeln mit jeweils 8 Episoden aufgeteilt wurden.

## Handlung
Detective Kim Taek-rok zählt zu den alten Hasen und kann auf eine erfüllte Karriere bei der Polizei zurückblicken. Er steht kurz vor der Pensionierung, als sein Leben eine unerwartete und lebensbedrohliche Wendung nimmt. Als er versucht, seinem Partner zu Hilfe zu eilen, gerät er in einen Hinterhalt. Zwar entkommt er diesen zunächst weitgehend unbeschadet, doch wird ihm nun ein Mord zur Last gelegt, den er nie begangen hat. Denn er ist nun Teil eines abgekarteten Komplotts, dessen Initiator kurz darauf Kontakt zu Taek-rok aufnimmt. Dieser drängt den auf der Flucht befindlichen Taek-rok, seine alten Fälle erneut aufzurollen, um so rehabilitiert zu werden. Wird Taek-rok es schaffen, seinen letzten Fall zu lösen, bevor ihm die Zeit davonläuft?

## Besetzung
| Rolle           | Schauspieler  |
| --------------- | ------------- |
| Kim Taek-rok    | Lee Sung-min  |
| Gook Ji-han     | Jin Goo       |
| Lee Seong-ah    | Kyung Soo-jin |
| Son Kyung-cheon | Lee Hak-joo   |

## Episodenliste

### Staffel 1
| Nr. (ges.) | Nr. (St.) | Deutscher Titel | Originaltitel | Erstveröffentlichung (Südkorea) | Deutschsprachige Erstveröffentlichung (D/A/CH) |
| ---------- | --------- | --------------- | ------------- | ------------------------------- | ---------------------------------------------- |
| 1          | 1         | Folge 1         | 제 1화        | 26. Okt. 2022                   | 26. Okt. 2022                                  |
| 2          | 2         | Folge 2         | 제 2화        | 26. Okt. 2022                   | 26. Okt. 2022                                  |
| 3          | 3         | Folge 3         | 제 3화        | 2. Nov. 2022                    | 2. Nov. 2022                                   |
| 4          | 4         | Folge 4         | 제 4화        | 2. Nov. 2022                    | 2. Nov. 2022                                   |
| 5          | 5         | Folge 5         | 제 5화        | 9. Nov. 2022                    | 9. Nov. 2022                                   |
| 6          | 6         | Folge 6         | 제 6화        | 9. Nov. 2022                    | 9. Nov. 2022                                   |
| 7          | 7         | Folge 7         | 제 7화        | 16. Nov. 2022                   | 16. Nov. 2022                                  |
| 8          | 8         | Folge 8         | 제 8화        | 16. Nov. 2022                   | 16. Nov. 2022                                  |

### Staffel 2
| Nr. (ges.) | Nr. (St.) | Deutscher Titel | Originaltitel | Erstveröffentlichung (Südkorea) | Deutschsprachige Erstveröffentlichung (D/A/CH) |
| ---------- | --------- | --------------- | ------------- | ------------------------------- | ---------------------------------------------- |
| 9          | 1         | Folge 1         | 제 1화        | 5. Juli 2023                    | 5. Juli 2023                                   |
| 10         | 2         | Folge 2         | 제 2화        | 5. Juli 2023                    | 5. Juli 2023                                   |
| 11         | 3         | Folge 3         | 제 3화        | 12. Juli 2023                   | 12. Juli 2023                                  |
| 12         | 4         | Folge 4         | 제 4화        | 12. Juli 2023                   | 12. Juli 2023                                  |
| 13         | 5         | Folge 5         | 제 5화        | 19. Juli 2023                   | 19. Juli 2023                                  |
| 14         | 6         | Folge 6         | 제 6화        | 19. Juli 2023                   | 19. Juli 2023                                  |
| 15         | 7         | Folge 7         | 제 7화        | 26. Juli 2023                   | 26. Juli 2023                                  |
| 16         | 8         | Folge 8         | 제 8화        | 26. Juli 2023                   | 26. Juli 2023                                  |